# Columna estratigràfica

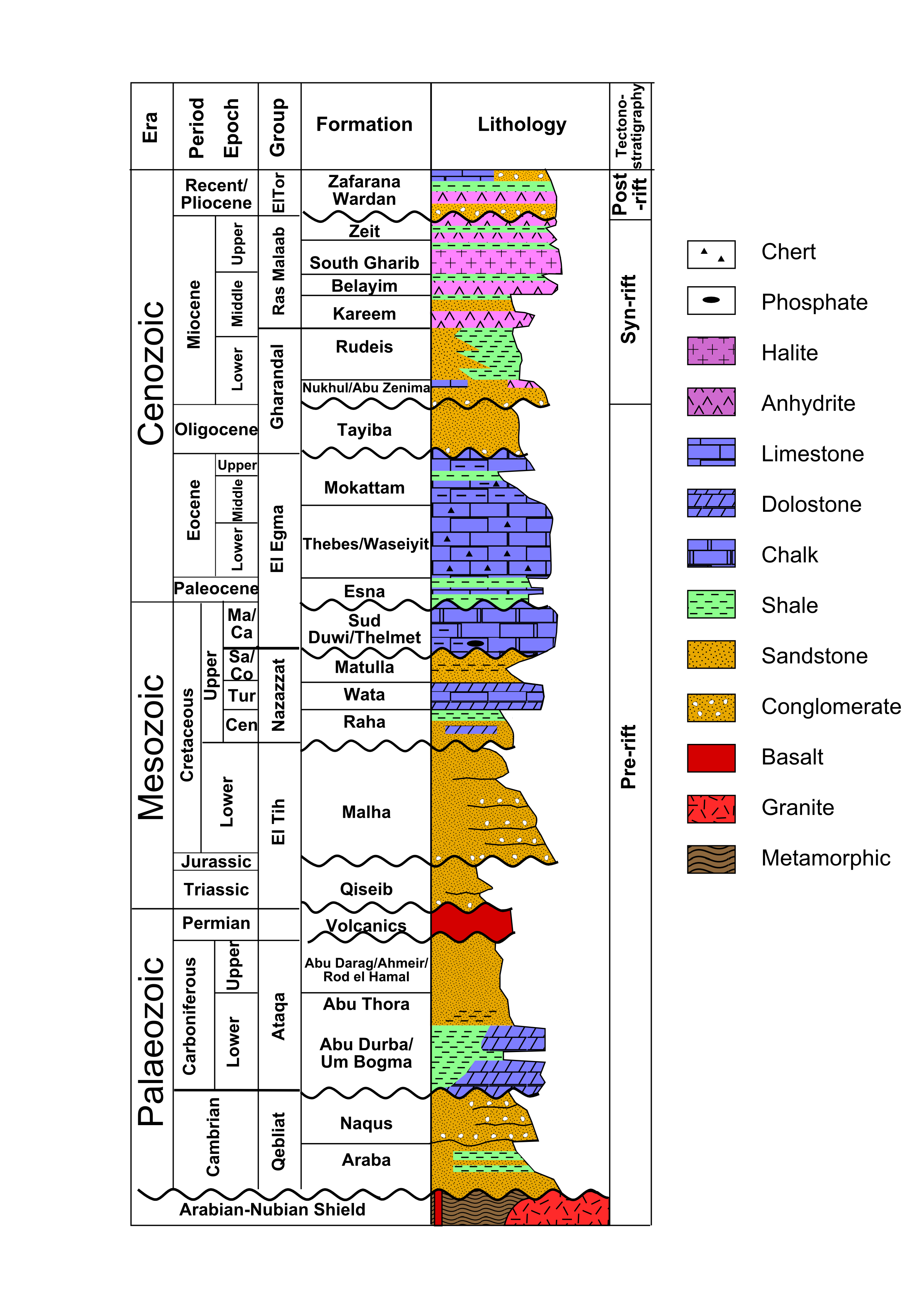
Columna típica, mostrant l'estratigrafia del rift del golf de Suez

Una columna estratigràfica és una representació utilitzada en geologia i els seus subcamps d'estratigrafia per a descriure la ubicació vertical d'unitats de roca en una àrea específica.
Una típica columna estratigràfica mostra una seqüència de roques sedimentàries, amb les roques més antigues a la part inferior i les més recents en la part superior.
En àrees que són geològicament més complexes, com les que contenen roques intrusives, falles o metamorfisme, les columnes estratigràfiques encara poden servir per a indicar la ubicació relativa d'aquestes unitats respecte a les altres. Tanmateix, en aquests casos, la columna estratigràfica ha de ser una columna estructural, on les unitats s'apilen tenint en compte la manera en la qual s'han mogut per les falles, d'acord amb l'observat en el camp, o una columna de temps en la qual les unitats són apilades en l'ordre en què es van formar.